# Alan Slim
Alan Slim Gutiérrez (Mexicali, Baja California; 19 de diciembre de 1983), conocido simplemente como Alan Slim, es un actor y modelo mexicano.

## Biografía
Slim nació en Mexicali, Baja California, México. Es pariente lejano de Carlos Slim. Estudió actuación en el Centro de Educación Artística de Televisa También se graduó como psicólogo.

## Filmografía

### Televisión
| Año       | Título                    | Personaje                 | Notas                                                             |
| --------- | ------------------------- | ------------------------- | ----------------------------------------------------------------- |
| 2014      | Como dice el dicho        | Miguel                    | Rol recurrente (temp. 4); 32 episodios                            |
| 2014–2015 | Hasta el fin del mundo    | Christian Blanco          | Rol recurrente; 89 episodes                                       |
| 2015      | Amor de barrio            | Él mismo                  | 1 episodio; Invitado                                              |
| 2015      | Amores con trampa         | Él mismo Orlando Jeremías | Rol recurrente/principal; 21 episodios Segmento: "Amor imposible" |
| 2015      | Lo imperdonable           | Arturo                    | Rol recurrente; 27 episodios                                      |
| 2016      | Tres veces Ana            | Javier                    | Rol recurrente; 56 episodios                                      |
| 2017–2024 | El Señor de los Cielos    | Jaime Ernesto Rosales     | Rol principal (temp. 5 y 6); 127 episodios                        |
| 2021      | Malverde: el santo patrón | Matías Galavis            | Rol recurrente                                                    |
| 2023      | Los 50                    | El mismo                  | Concursante, reality show                                         |
| 2025      | Juegos de amor y poder    | German Torres             | Rol recurrente                                                    |